# ناحیه‌های یونان
ناحیه‌های یونان کشور یونان به ۱۳ ناحیه (به یونانی: Περιφέρειες، تلفظ: پریفِرئیس) تقسیم شده است. این ناحیه‌ها نیز به نوبه خود به ۵۴ شهرستان تقسیم شده‌اند.

## فهرست ناحیه‌ها
| نقشهٔ یونان که تقسیم‌بندی جدید را نشان می‌دهد | 1. آتیک / Αττική 2. یونان مرکزی / Στερεά Ελλάδα 3. مقدونیه مرکزی / Κεντρική Μακεδονία 4. کرت / Κρήτη 5. مقدونیه شرقی و تراکیه / Ανατολική Μακεδονία και Θράκη 6. استان اپیروس / Ήπειρος 7. جزایر ایونی / Ιόνια νησιά 8. اژهٔ شمالی / Βόρειο Αιγαίο 9. پلوپونز / Πελοπόννησος 10. اژهٔ جنوبی / Νότιο Αιγαίο 11. تسالی / Θεσσαλία 12. یونان غربی / Δυτική Ελλάδα 13. مقدونیه غربی / Δυτική Μακεδονία 14. Monastic community of Mount Athos / Άγιον Όρος |
| نقشهٔ تقسیمات جدید یونان                    | 1. آتیک / Αττική 2. یونان مرکزی / Στερεά Ελλάδα 3. مقدونیه مرکزی / Κεντρική Μακεδονία 4. کرت / Κρήτη 5. مقدونیه شرقی و تراکیه / Ανατολική Μακεδονία και Θράκη 6. استان اپیروس / Ήπειρος 7. جزایر ایونی / Ιόνια νησιά 8. اژهٔ شمالی / Βόρειο Αιγαίο 9. پلوپونز / Πελοπόννησος 10. اژهٔ جنوبی / Νότιο Αιγαίο 11. تسالی / Θεσσαλία 12. یونان غربی / Δυτική Ελλάδα 13. مقدونیه غربی / Δυτική Μακεδονία 14. Monastic community of Mount Athos / Άγιον Όρος |

|      | ناحیه                             | مرکز      | مساحت (ک.م.۲) | فرماندار (۱ ژانویهٔ ۲۰۲۴ – ۳۱ دسامبر ۲۰۲۸) | فرماندار (۱ ژانویهٔ ۲۰۲۴ – ۳۱ دسامبر ۲۰۲۸) | جمعیت     | تراکم جمعیت (ساکن/ک. م.۲) | تولید ناخالص داخلی (میلیون €) | سرانهٔ تولید ناخالص داخلی (€) |
| ---- | --------------------------------- | --------- | ------------- | ----------------------------------------- | ----------------------------------------- | --------- | ------------------------- | ----------------------------- | ---------------------------- |
| ۱    | آتیک                              | آتن       | ۳٬۸۰۸         |                                           | Nikos Hardalias (ND)                      | ۳٬۸۱۲٬۳۳۰ | ۱۰۰۱٫۱۱                   | ۱۱۰٬۵۴۶                       | ۲۸٬۹۹۷                       |
| ۲    | یونان مرکزی                       | لامیا     | ۱۵٬۵۴۹        |                                           | Fanis Spanos (ND)                         | ۵۴۶٬۸۷۰   | ۳۵٫۱۷                     | ۱۰٬۵۳۷                        | ۱۹٬۰۰۷                       |
| ۳    | مقدونیه مرکزی                     | سالونیک   | ۱۸٬۸۱۱        |                                           | Apostolos Tzitzikostas (ND)               | ۱٬۸۷۴٬۵۹۰ | ۹۹٫۶۶                     | ۳۲٬۲۸۵                        | ۱۶٬۵۵۹                       |
| ۴    | کرت                               | هراکلیون  | ۸٬۳۳۶         |                                           | Stavros Arnaoutakis (PASOK–KINAL)         | ۶۲۱٬۳۴۰   | ۷۴٫۵۴                     | ۱۱٬۲۴۳                        | ۱۸٬۴۲۱                       |
| ۵    | مقدونیه شرقی و تراکیه             | کموتینی   | ۱۴٬۱۵۷        |                                           | Christodoulos Topsidis (مستقل)            | ۶۰۶٬۱۷۰   | ۴۲٫۸۲                     | ۹٬۲۶۵                         | ۱۵٬۲۷۲                       |
| ۶    | اپیروس                            | یوآنینا   | ۹٬۲۰۳         |                                           | Alexandros Kahrimanis (ND)                | ۳۳۶٬۶۵۰   | ۳۶٫۵۸                     | ۵٬۰۷۹                         | ۱۴٬۲۲۱                       |
| ۷    | جزایر ایونی                       | کورفو     | ۲٬۳۰۷         |                                           | Giannis Trepeklis (مستقل)                 | ۲۰۶٬۴۷۰   | ۸۹٫۵۰                     | ۴٬۱۳۰                         | ۱۷٬۷۲۶                       |
| ۸    | اژهٔ شمالی                         | موتیلنه   | ۳٬۸۳۶         |                                           | Kostas Moutzouris (مستقل)                 | ۱۹۷٬۸۱۰   | ۵۱٫۵۷                     | ۳٬۳۳۰                         | ۱۶٬۶۳۸                       |
| ۹    | پلوپونز                           | تریپولی   | ۱۵٬۴۹۰        |                                           | Dimitris Ptochos (ND)                     | ۵۸۱٬۹۸۰   | ۳۷٫۵۷                     | ۹٬۸۰۹                         | ۱۶٬۵۸۰                       |
| ۱۰   | اژهٔ جنوبی                         | Ermoupoli | ۵٬۲۸۶         |                                           | George Hatzimarkos (ND)                   | ۳۰۸٬۶۱۰   | ۵۸٫۳۸                     | ۷٬۶۴۶                         | ۲۴٬۸۲۸                       |
| ۱۱   | تسالی                             | لاریسا    | ۱۴٬۰۳۷        |                                           | Dimitris Kouretas (PASOK–KINAL)           | ۷۳۰٬۷۳۰   | ۵۲٫۰۶                     | ۱۱٬۶۰۸                        | ۱۵٬۷۷۲                       |
| ۱۲   | یونان غربی                        | پاتراس    | ۱۱٬۳۵۰        |                                           | Nektarios Farmakis (ND)                   | ۶۸۰٬۱۹۰   | ۵۹٫۹۳                     | ۱۰٬۶۵۹                        | ۱۴٬۳۳۲                       |
| ۱۳   | مقدونیه غربی                      | کوزانی    | ۹٬۴۵۱         |                                           | Giorgos Amanatidis (ND)                   | ۲۸۲٬۱۲۰   | ۲۹٫۸۵                     | ۵٬۵۰۶                         | ۱۸٬۷۸۶                       |
| (۱۴) | Monastic community of Mount Athos | Karyes    | ۳۳۶           |                                           | Anastasios Mitsialis                      | ۲٬۱۴۶     | ۶٫۳۸                      | —                             | —                            |